# Brno
«  Brünn » redirige ici. Pour les autres significations, voir Brunn.
Brno (/byr'no/ en français[réf. nécessaire], en tchèque /ˈbr̩.nɔ/, en allemand Brünn et autrefois en français Brin[réf. nécessaire]) est la capitale de la région historique de Moravie, et actuellement de la Moravie-du-Sud. Brno est célèbre pour son architecture, puisque des architectes tels qu'Adolf Loos, Ludwig Mies van der Rohe, Fellner et Helmer et Dušan Jurkovič y ont travaillé.
Aujourd'hui, elle est surnommée la « Silicon Valley tchèque »,, en raison du nombre d'entreprises informatiques qui y sont implantées.

## Toponymie
La Moravie est décrite comme un pays initialement forestier et marécageux, successivement peuplé de Celtes, de Germaniques et de Slaves, parfois envahi par les Magyars, et de ce fait l'étymologie de Brno est discutée. Le nom d'origine est l'allemand Brünn, du nom de la forteresse qui y fut edifiée au debut du XIIe siècle et qui donna son nom peu après aux alentours qui commencèrent à se peupler. À l'époque moderne et à la suite de la déportation des populations allemandes après la seconde guerre mondiale, les chercheurs tchèques et russes l'ont associé aux mots vieux-slaves brneno, brno « marais », brŭvĩno « poutre, pieu »  ou brniti « fortifier ». Dans les langues celtiques bren, bryn signifie « colline », en allemand Brünn signifie « source » et en hongrois bárna signifie « sombre ». Plus rarement, la ville a été appelée Bruna en latin, Brin en français et ברין en yiddish[réf. nécessaire].

## Géographie
Brno est située au confluent des rivières Svitava et Svratka, à 112 km au nord de Vienne, à 123 km au nord-nord-ouest de Bratislava, à 139 km au sud-ouest d'Ostrava et à 185 km au sud-est de Prague.

## Histoire

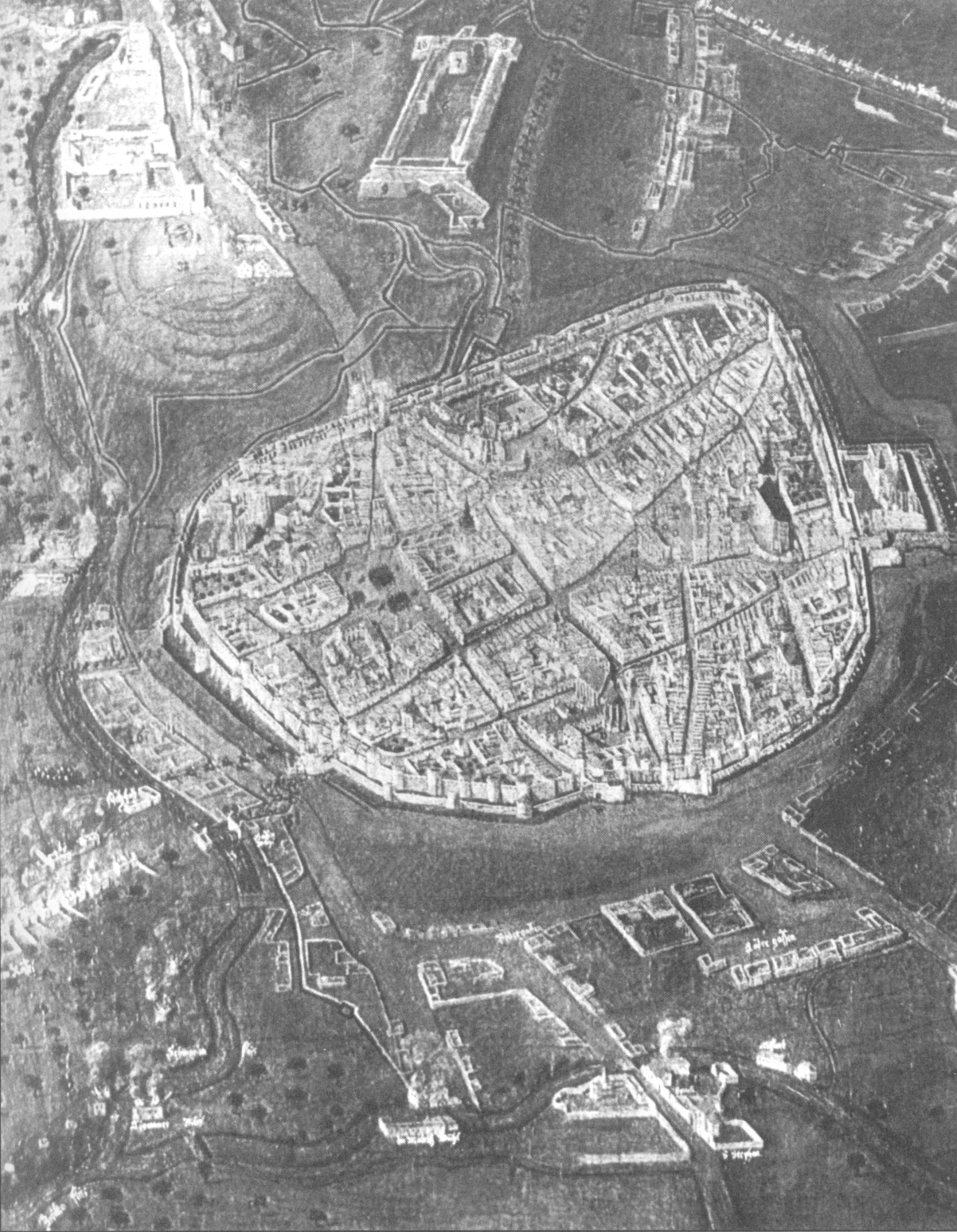
Brno vers 1645-1646.
Vue du centre historique.

Brno est fondée en 1243 et reste une ville fortifiée jusqu'au XIXe siècle. Elle devient la seule capitale du margraviat de Moravie à partir de 1641[réf. souhaitée]. Elle est le centre politique et culturel de la région de la Moravie méridionale.
Le 2 décembre 1805, la Bataille d'Austerlitz s'est déroulée à proximité de la ville.
Le circuit Masaryk est situé au nord-ouest de la ville. Le Grand Prix moto de Tchéquie s'y déroule chaque année.
Le dialecte qui y est parlé est appelé hantec.

## Population
Recensements (*) ou estimations de la population :
| 1850   | 1869*  | 1880*  | 1890*  | 1900*   | 1910*   |
| ------ | ------ | ------ | ------ | ------- | ------- |
| 49 460 | 73 771 | 82 660 | 94 462 | 109 346 | 125 737 |

| 1921*   | 1930*   | 1950*   | 1961*   | 1970*   | 1980*   |
| ------- | ------- | ------- | ------- | ------- | ------- |
| 221 758 | 264 925 | 284 946 | 314 235 | 344 031 | 371 463 |

| 1991*   | 2001*   | 2011*   | 2016    | 2017    | 2018    |
| ------- | ------- | ------- | ------- | ------- | ------- |
| 388 296 | 376 172 | 385 913 | 377 028 | 377 973 | 379 527 |

| 2019    | 2020    | 2021*   | 2022    | 2023    | 2024    |
| ------- | ------- | ------- | ------- | ------- | ------- |
| 380 681 | 378 327 | 398 510 | 379 466 | 396 101 | 400 566 |

## Climat
Le climat de Brno est continental, avec un écart entre des hivers relativement froids et assez secs et des étés relativement chauds et orageux.
- Température moyenne annuelle : 9,4 °C
- Température maximum (2000) : 36,6 °C
- Température minimum (1920) : −26,4 °C
- Température moyenne en été (juin-août) : 17,8 °C
- Température moyenne en hiver (décembre-février) : 1,0 °C
- Pluviométrie annuelle : 505 mm
- Durée moyenne annuelle d'ensoleillement : 1 771 h
- Nombre de jours de précipitations par an : 150
- Mois le plus chaud : juillet
- Mois le plus froid : janvier
- Vent type : nord-ouest

| Mois                     | jan. | fév. | mars  | avril | mai   | juin | jui.  | août  | sep.  | oct. | nov. | déc. | année |
| ------------------------ | ---- | ---- | ----- | ----- | ----- | ---- | ----- | ----- | ----- | ---- | ---- | ---- | ----- |
| Température moyenne (°C) | −2,5 | −0,3 | 3,8   | 9     | 13,9  | 17   | 18,5  | 18,1  | 14,3  | 9,1  | 3,5  | −0,6 | 8,7   |
| Ensoleillement (h)       | 45,3 | 71,6 | 121,5 | 169,1 | 219,1 | 221  | 234,9 | 217,9 | 161,9 | 124  | 51,3 | 40,1 |       |
| Précipitations (mm)      | 24,6 | 23,8 | 24,1  | 31,5  | 61    | 72,2 | 63,7  | 56,2  | 37,6  | 30,7 | 37,4 | 27,1 | 490,3 |

## Économie

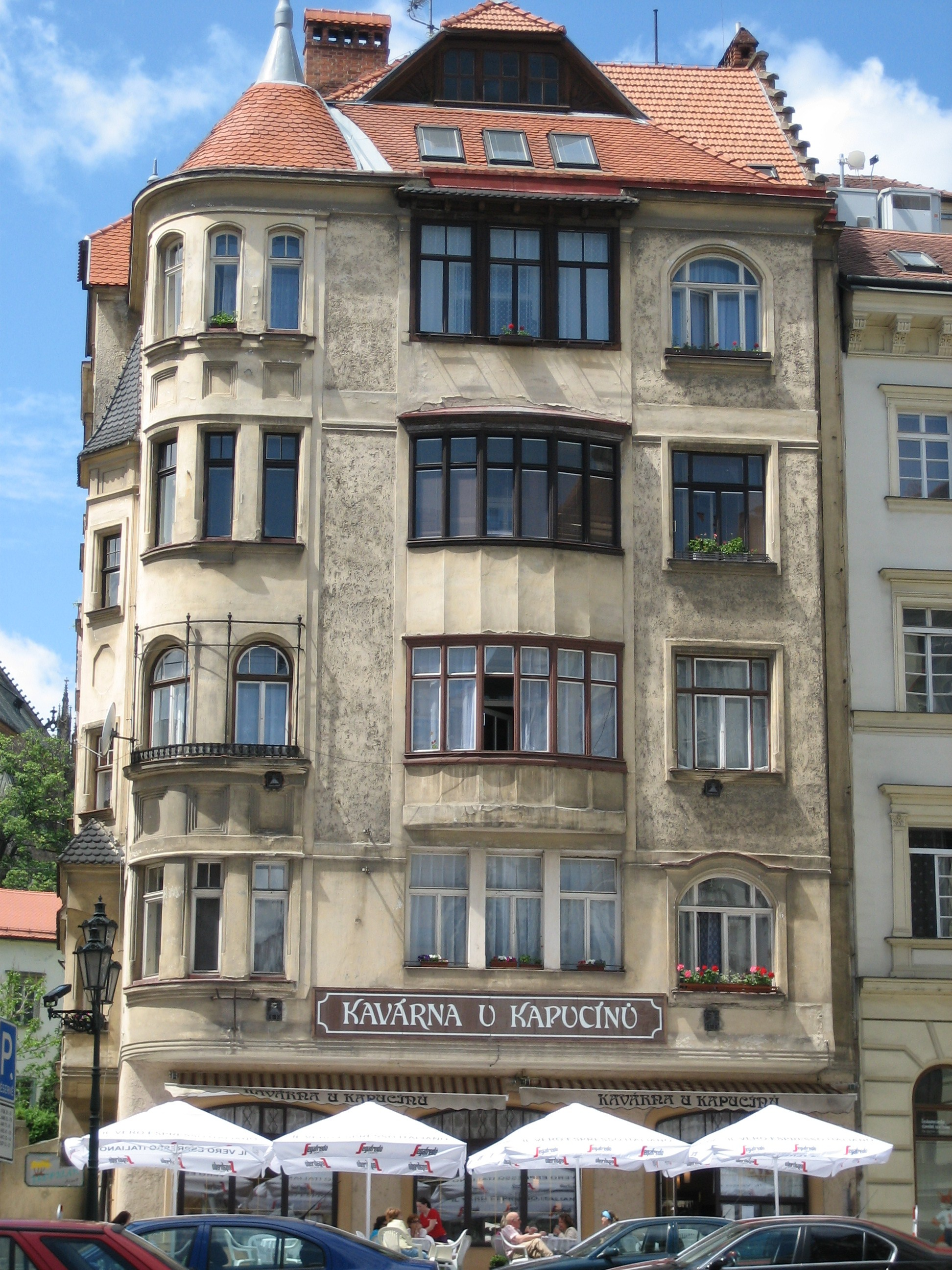
Le célèbre café Kavárna U Kapucínu

À l'époque moderne, l'économie de Brno se concentre sur la production de vêtements et l'industrie légère. La production de textiles était exportée dans le monde entier et la ville était appelée « Manchester morave ».
En matière d'armement la Ceská Zbrojovka Brno a notamment produit au XXe siècle le fusil-mitrailleur ZB-26 dont dérive la célèbre Bren avec ses deux premières lettres correspondant au début du nom de Brno.
Au XXIe siècle, Brno devient dominée par les technologies de l'information, et la ville a été appelée la « Silicon Valley tchèque »,,. Le magazine Forbes qualifie Brno de « Mecque du progrès tchèque ». Selon le magazine Ekonom, Brno est plus intéressante pour les entreprises informatiques que Prague.
Par exemple, le moteur de recherche de vols Kiwi.com, le réseau mondial de parfumeries en ligne Notino, Y Soft, Webnode, Zoner, Safetica, EmbedIT ou Seyfor (anciennement Solitea) y ont leur siège.
IBM, Red Hat, Oracle, Honeywell, Konica Minolta ou Avast y ont d'importants centres de développement.
Grâce aux liaisons de transport rapides avec Vienne en Autriche et Bratislava en Slovaquie, les gens voyagent entre ces villes pour le travail, par exemple en habitant dans une ville et en travaillant dans l'autre.
L'usine de fabrication de tracteur Zetor est située à Brno.
L'usine de fabrication de ballons à air chaud et de dirigeables Ballons Kubicek est située à Brno, tout comme l'usine Explosia a.s, qui fabrique l'explosif semtex.
Un tiers de la production mondiale de microscopes électroniques à balayage est produite à Brno. Les entreprises Tescan et Delong Instruments ont leur siège dans cette ville.

## Patrimoine

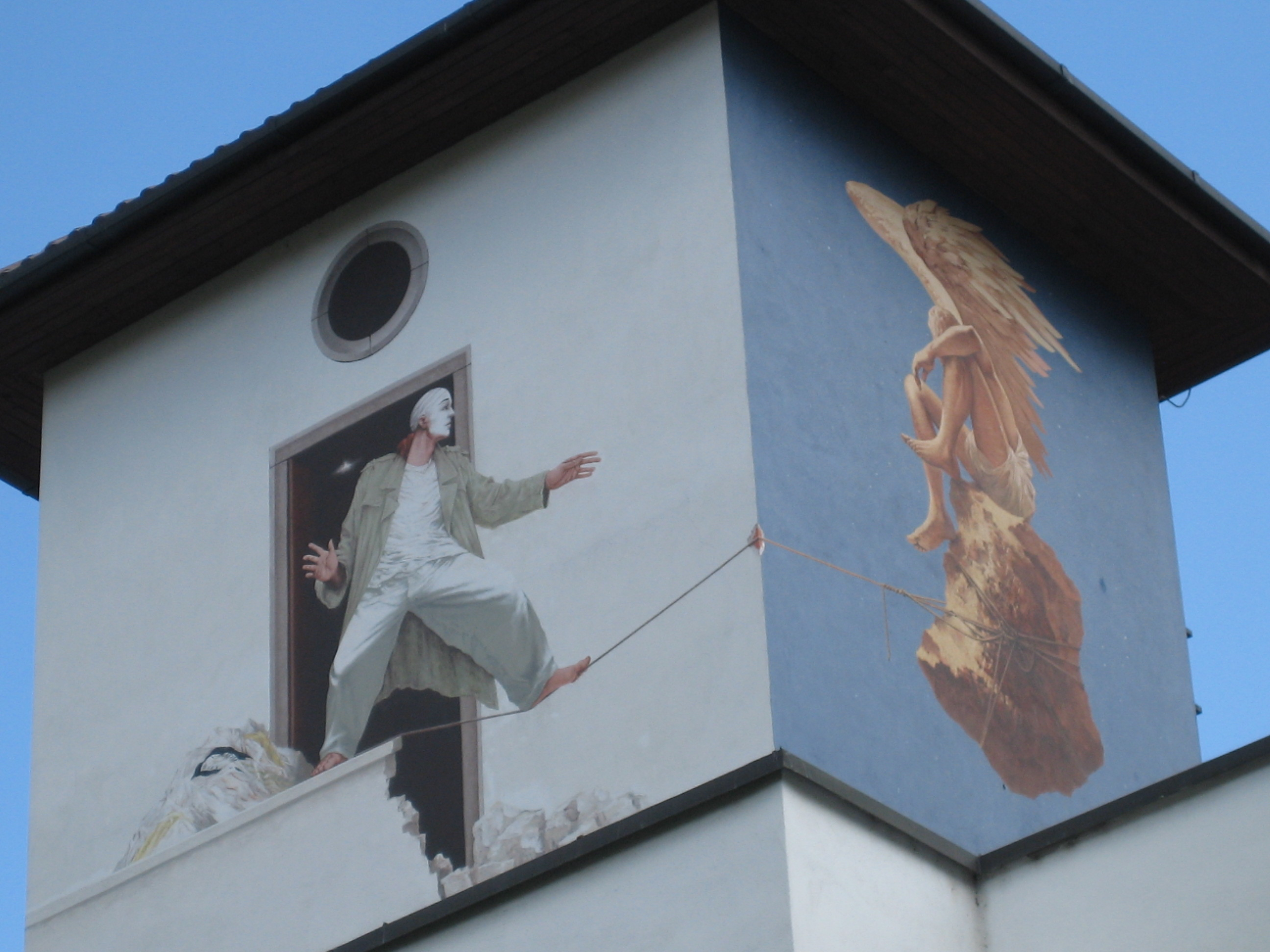
Peint à Brno

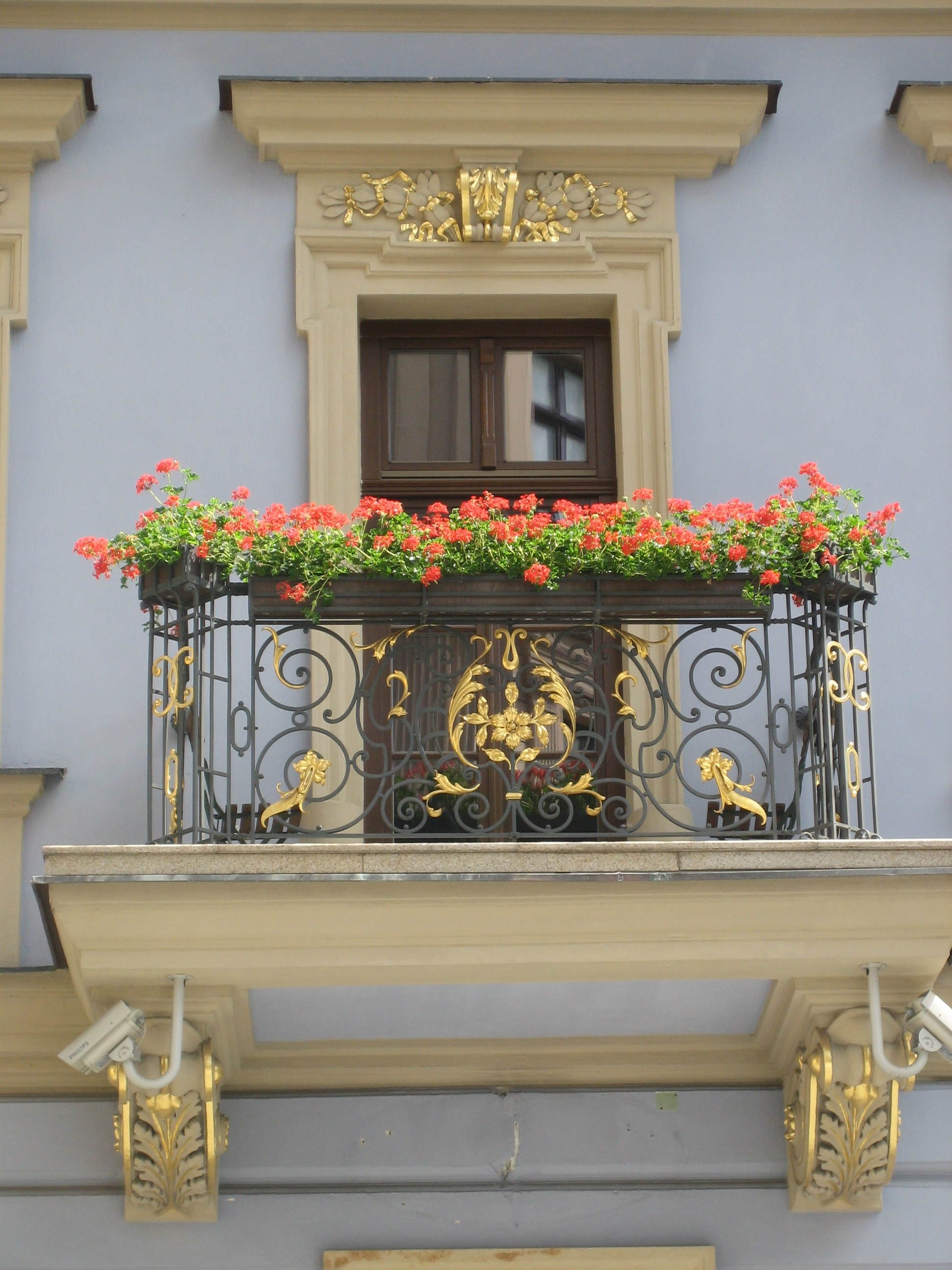
Un balcon coloré à Brno

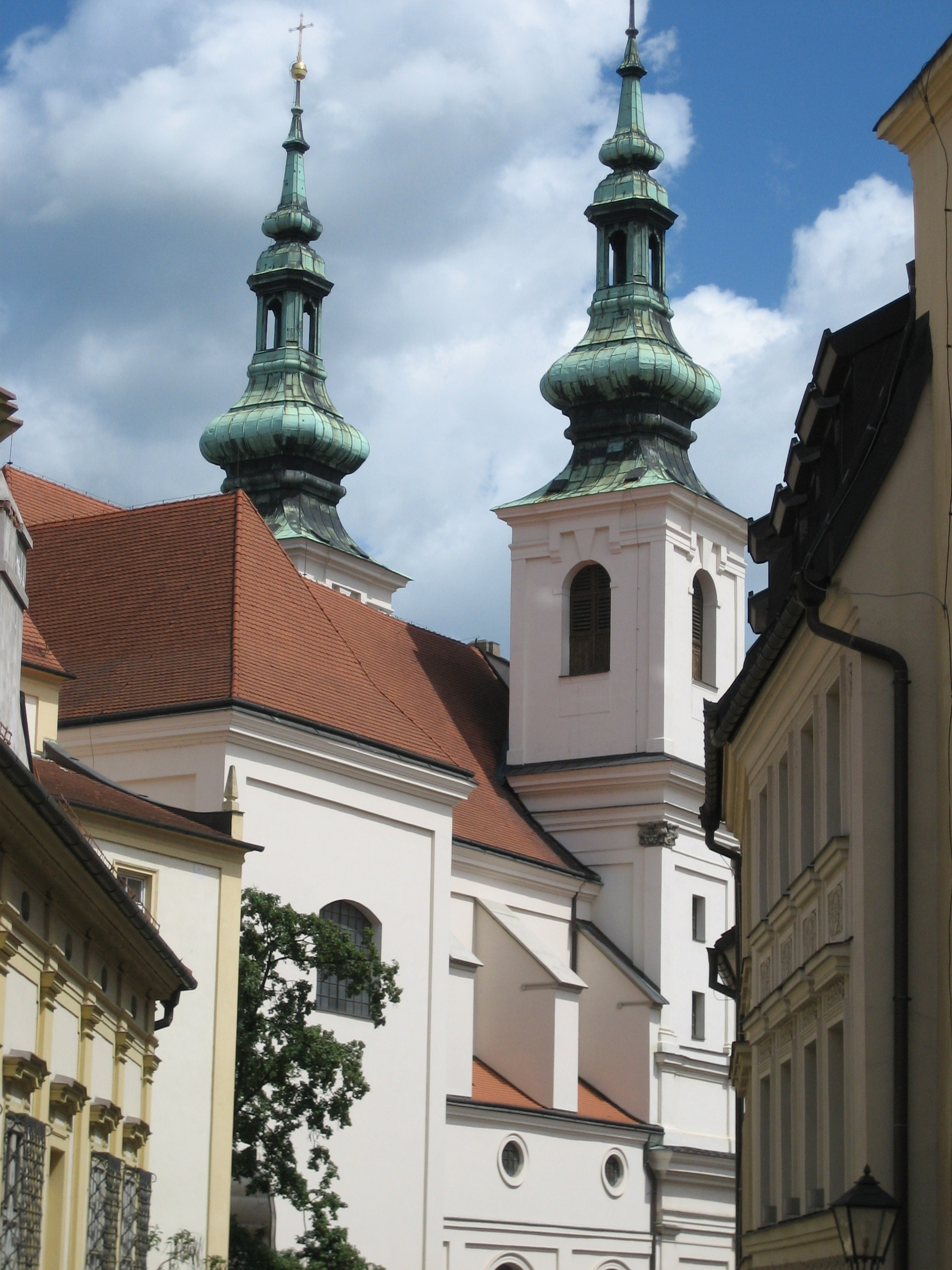
Les belles rues du centre historique

- Peint à BrnoUn balcon coloré à BrnoLes belles rues du centre historiquePalais sur Šilingrovo náměstíLa centrale Rue DominikánskáSur le site du Patrimoine tchèque de l'Unesco : Brno

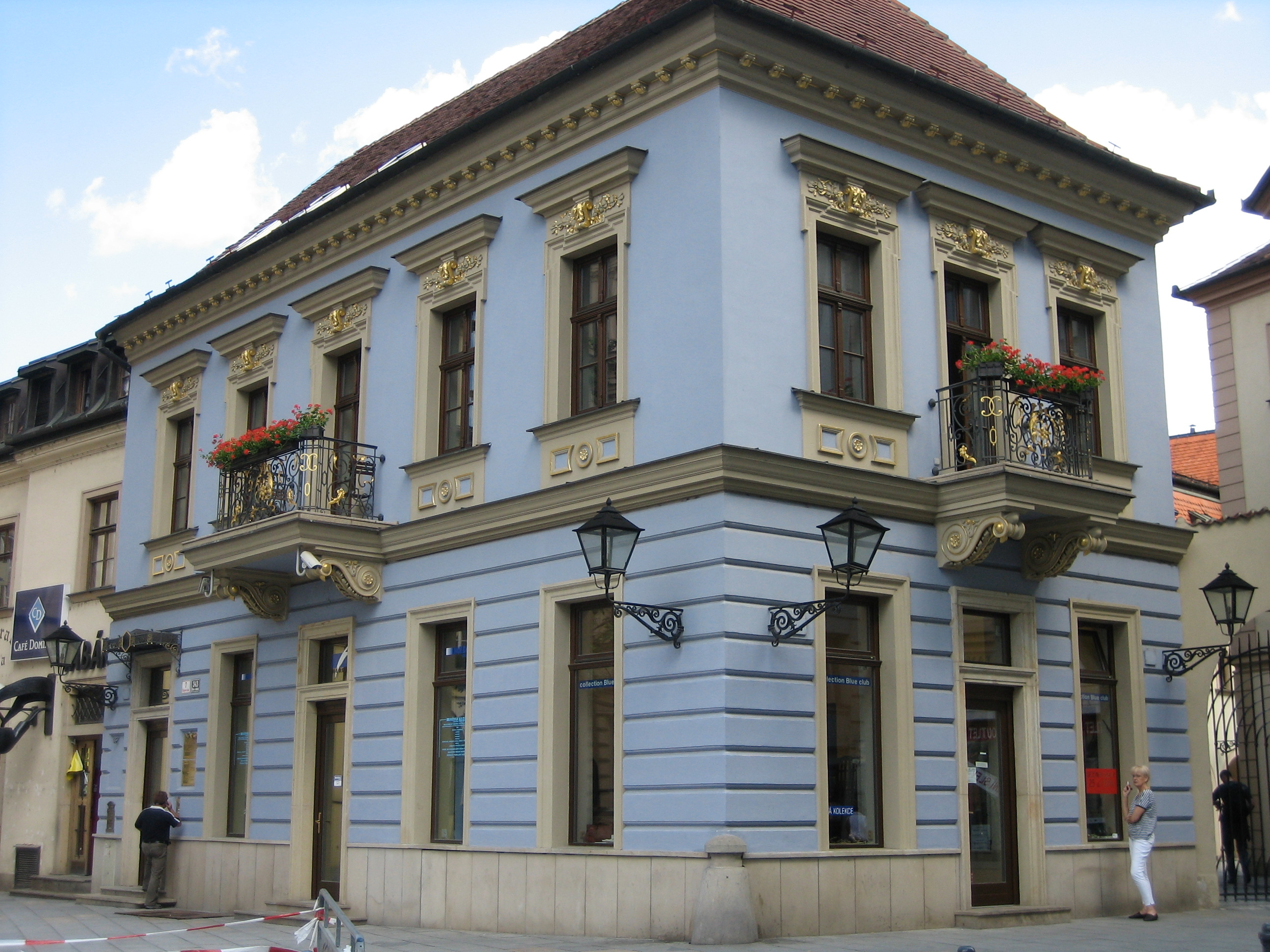
Palais sur Šilingrovo náměstí

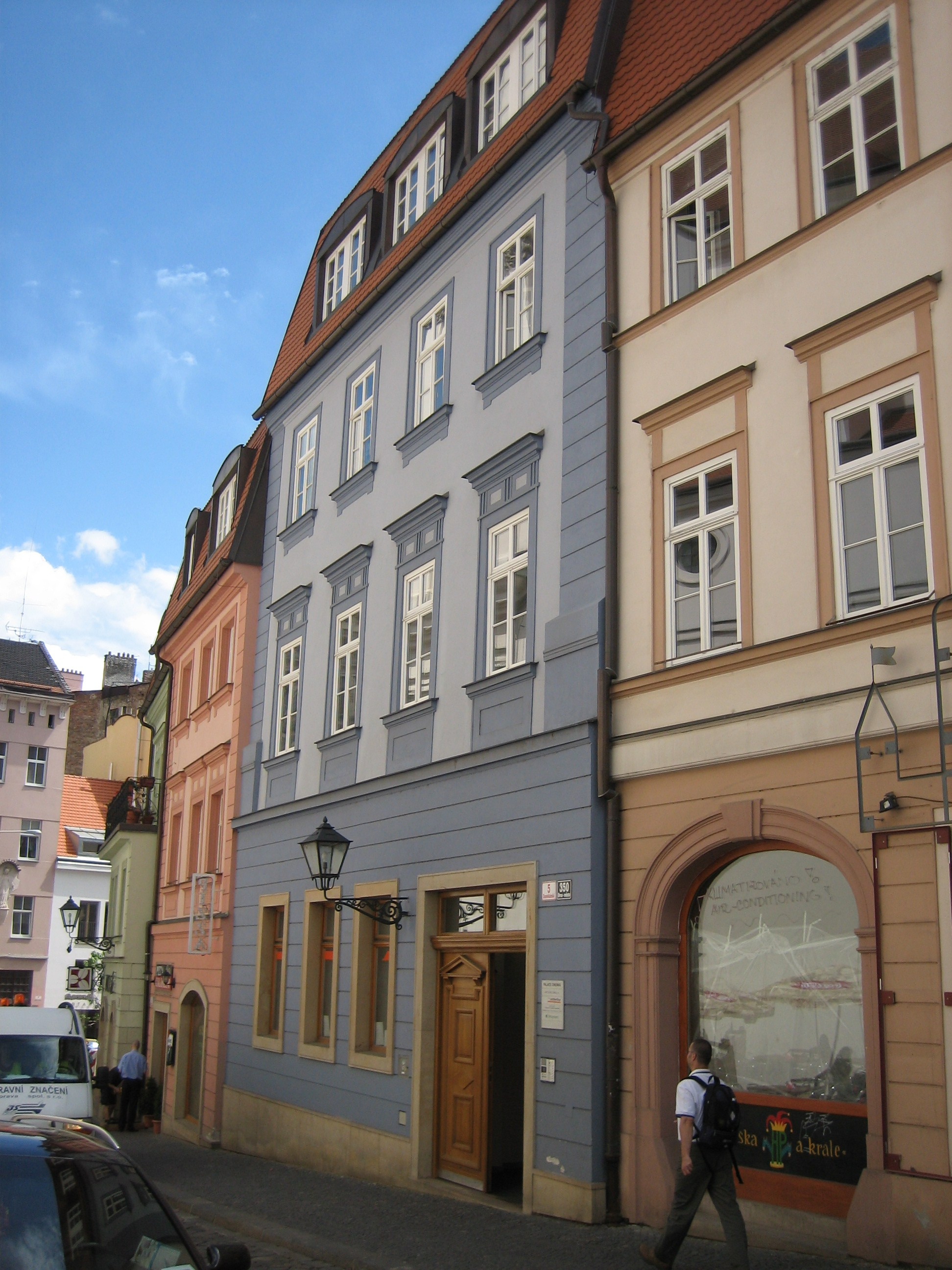
La centrale Rue Dominikánská

### Ancien hôtel de ville

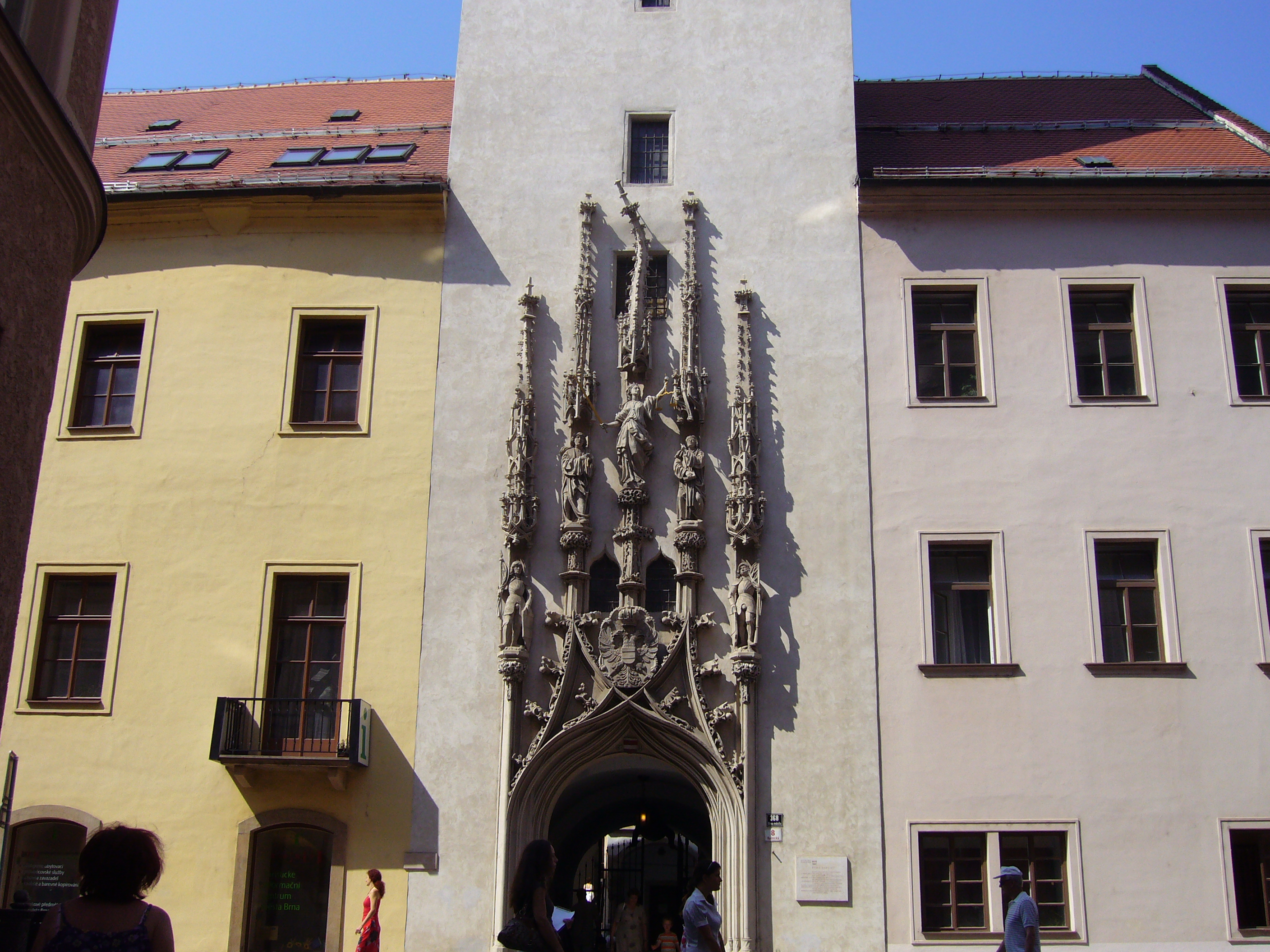
Portail de l'ancien hôtel de ville.

L'ancien hôtel de ville (Stará radnice), construit au XIIIe siècle, est le bâtiment civil le plus ancien de la ville. Il détient notamment une haute tour, surmontée d'un toit renaissance. La première mention écrite situant le siège de l'administration de la ville en ces lieux remonte à 1343. Il y demeure jusqu'en 1935, année durant laquelle il est transféré à l'ancien couvent dominicain.
En 1510 un accès à la cour intérieure est aménagé sous la tour. L'entrée est munie l'année suivante d'un portail gothique, dû à Anton Pilgram, dont on note l'inclinaison -- délibérée -- du pinacle central. La statue représentant la justice et l'emblème datent de l'année 1660 et les consoles de la partie figurative de 1873. Le portail a subi deux restaurations importantes : une première en 1884 par le sculpteur F. Dressler qui remplace les trois consoles centrales, puis une seconde en 1900 où les deux consoles extérieures sont remplacées par des consoles gothiques.
Au XIXe siècle l'hôtel de ville abrite une prison. La ville gagnant en importance, la municipalité engage de nombreuses reconstructions dont la plus importante est le réhaussement de la tour en 1905, sur un projet de P. Meumann. La maçonnerie est rehaussée et le toit est remplacé par une copie de l'ancien.

### Les sous-sols de Brno
Certaines parties labyrinthiques sont accessibles en visite guidée : cave du maître monnayeur, ossuaire sous l'église Saint-Jacques (deuxième plus grand d'Europe), égouts modernes, tunnels...

### Cathédrale Saint-Pierre-et-Saint-Paul

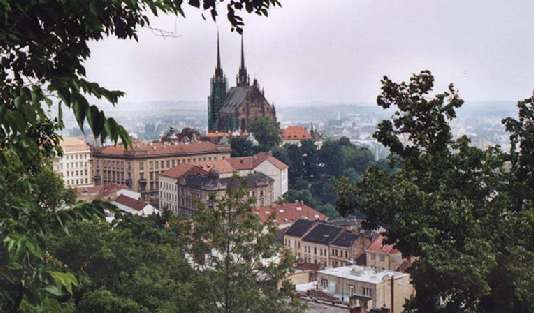
Vue de la cathédrale Saint-Pierre-et-Saint-Paul (Petrov).

La cathédrale, construite à l'emplacement d'un ancien château fort, domine la colline de Petrov. Il s'agit d'un édifice de style gothique tardif du XIIIe siècle, construit sur une crypte plus ancienne, et remanié dans le style baroque en 1743-1746 après que les Suédois l'eurent incendié lors du siège de 1645. La façade et les tours ont été terminées au début du XXe siècle.

### Autres édifices religieux
- Église Saint-Jacques, style gotique tardif,
- Monastère gothique cistercien de Staré Brno, qui a connu Mendel et Janacek, et église de l'Assomption,
- Église capucine de la Découverte de la Sainte-Croix, et crypte[12],[13],
- Église de Jean Huss (architecture fonctionnaliste).
- Eglise de l'Assomption de la Vierge Marie (Kostel Zvěstování Panny Marie)
- Eglise-Abbatiale Saint Thomas
- Eglise Saint Jean-Evangéliste (Kostel svatých Janů)
- Eglise Sainte Marie-Madeleine (Kostel sv. Maří Magdalény)
- Eglise Saint Michel (Kostel sv. Michala) (édifice très vaste, grandes orgues de 47 jeux)
- Eglise Saint Gothard
- Eglise Saint Jijli
- Eglise Saint Barthélémy
- Eglise Saint Thomas
- Eglise Saint Augustin
- Eglise Saint Jean Amos
- Eglise Saint Jean Népomucène
- Eglise Saint Joseph
- Eglise Saint Léopold
- Eglise Saint de Loreto
- Eglise de la Sainte Famille (Kostel Svaté Rodiny)

### Špilberk

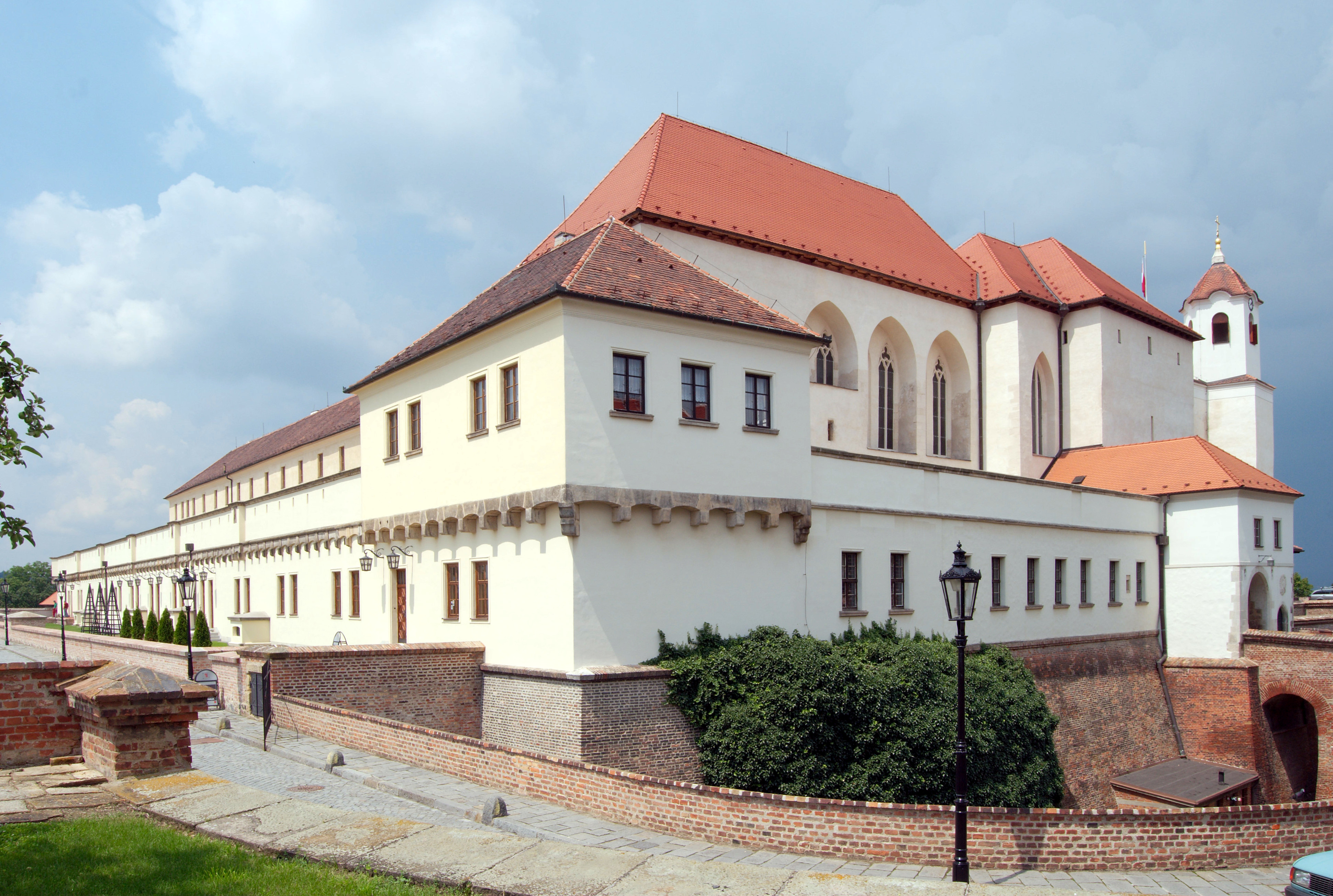
Forteresse du Spielberg ou Hrad Špilberk.

Pendant de Petrov, la forteresse du Spielberg (en tchèque : Špilberk) domine la ville. C'est une prison d’État célèbre pour ses cachots ayant enfermé des protagonistes du Risorgimento italien. On la surnommait d'ailleurs « la prison des nations ». Piero Maroncelli, Federico Confalonieri, Silvio Pellico l'ont ainsi fréquenté. Ce dernier, après sa libération, raconte sa captivité dans un livre, Le Mie Prigioni (Mes Prisons, 1832). Pendant la Seconde Guerre mondiale, la Gestapo investit la forteresse qui devint un centre de torture. Ce lieu de sinistre mémoire abrite aujourd'hui une exposition sur l'histoire de la ville et le musée municipal.
Dans la Chartreuse de Parme de Stendhal, le jeune Fabrice exprime par deux fois sa crainte d'y être envoyé.

### Place de la Liberté
La Namesti Svobody est emblématique de la ville.

#### La colonne de la pesteMorovy Sloup
Comme de très nombreuses croix et colonnes de peste, c'est une colonne commémorative, élevée après une épidémie de peste, de l'époque baroque.

#### L'horloge de Brno

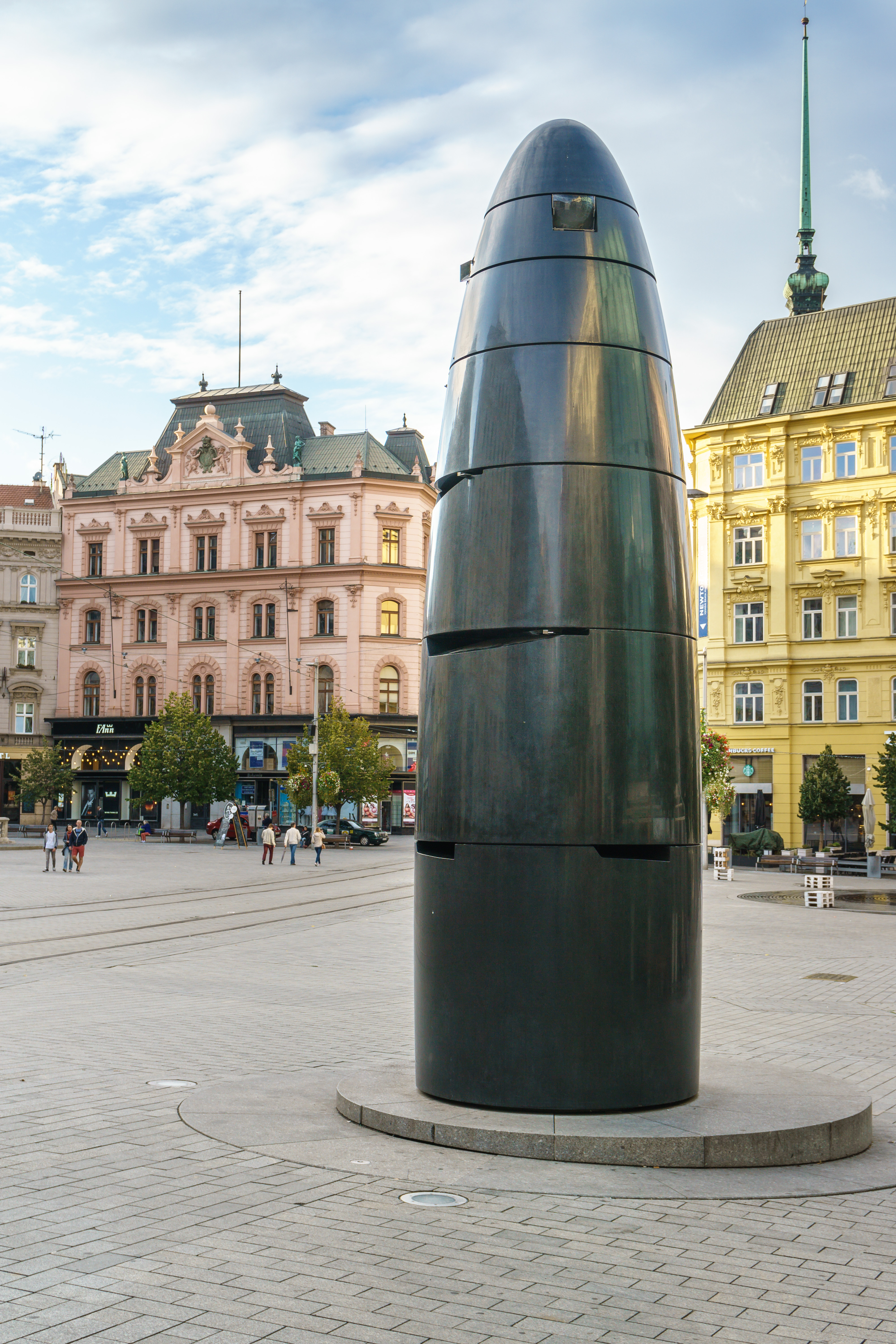
Horloge de Brno.

En 2006-2010, a été installée sur la grande place de la Liberté, en souvenir de la fontaine installée en 1645 à l'époque suédoise, un objet étrange, entre projectile, fusée et phallus. Cet ouvrage, dû à Oldrich Rujbr et Petr Kamenick, est en fait une horloge, connectée à celle de Francfort. Chaque minute fait se dresser une pointe au sommet de la construction, comme pour chaque heure et chaque demi-journée.

### L'architecture 1900-1938
Le manuel de l'architecture de Brno (www.bam.brno.cz) propose 14 circuits architecturaux (1918-1945), concernant 98 architectes et 400 bâtiments

Une exposition Brno / Bauhaus 1918-1938, visible à l'aéroport de Brno durant l'hiver 2017-2018, liste et documente des architectes et des réalisations de l'époque : Mies van der Rohe, Ernst Wiesner (1890-1971), Heinrich Blum (1894-1942), Endré Steiner (en) (1908-2008), Otto Esler (1893-1968), Norbert Troller (1896-1964), Jan Visek (1890-1966), Albert Esch (1893-1956), Marketa Roderova-Müllerova (1898-1981).

#### La villa Jurkovic (1906)
Maison familiale Art Nouveau

#### La villa Tugendhat

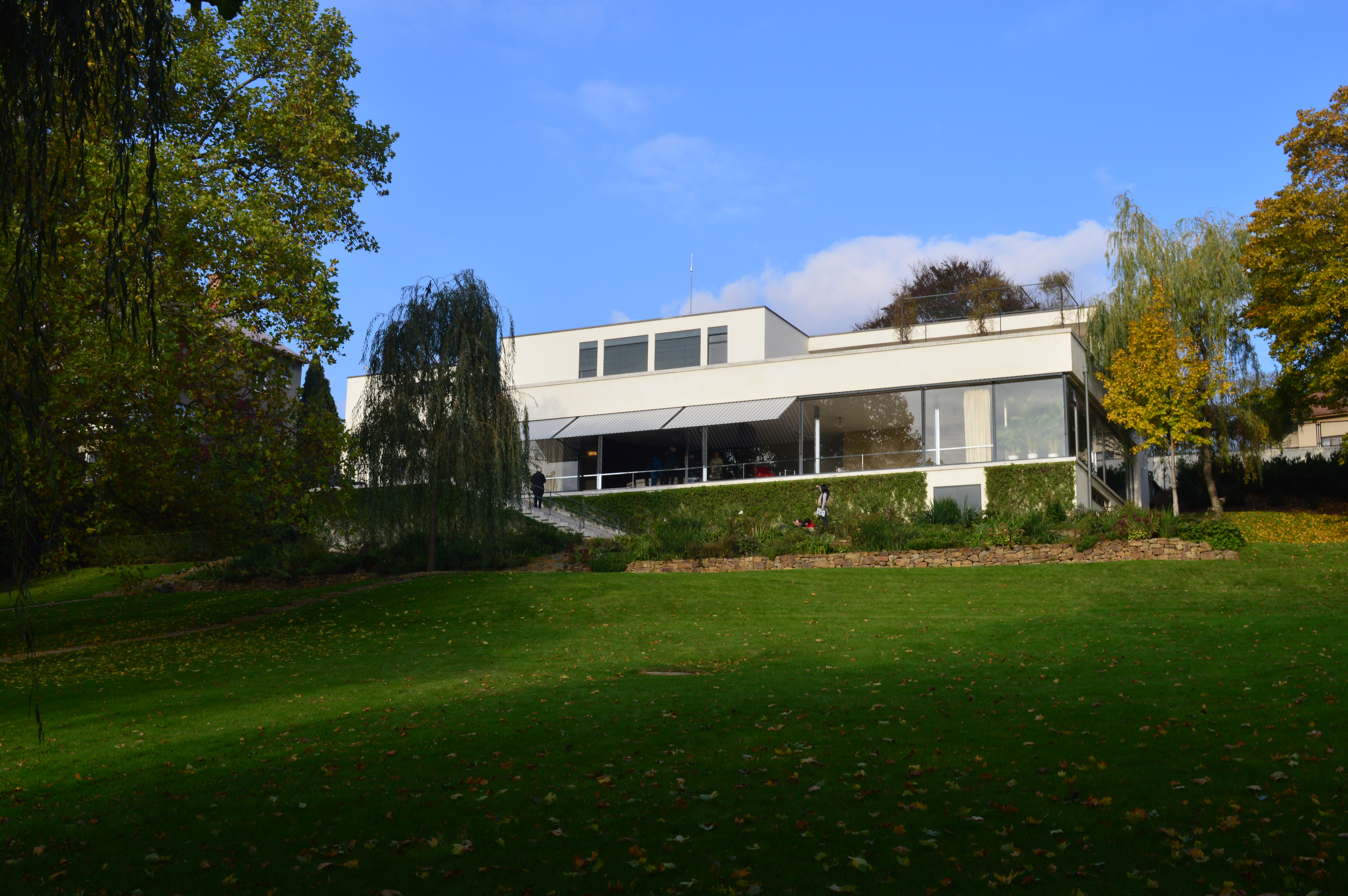
La villa Tugendhat.

La Villa Tugendhat, construite entre 1929 et 1930 par l'architecte allemand Ludwig Mies van der Rohe, est classée au titre de monument de l'architecture moderne du patrimoine mondial de l'UNESCO depuis décembre 2001. Il s'agit d'un manifeste de l'architecture fonctionnaliste. Elle était commandée par les époux Fritz Tugendhat et Greta (Löw-Beer), tous les deux issus des familles d'industriels de Brno. D'origine juive, la famille s'était réfugiée en Suisse avant l'occupation du pays.

#### La villa Löw-Beer
Cette villa de la fin du XIXe siècle a été remaniée au début du XXe siècle.

#### La villa Stiassini
Œuvre d'Ernst Wiesner (1890-1971)

#### Pavillon d'été des Mitrovsky
Dernière villa-jardin de Brno

#### Le café fonctionnaliste Era
Le bâtiment construit à la fin des années 1920 selon le projet de l'architecte Josef Kranz se classe dans le style de purisme et de fonctionnalisme.

#### L'observatoire
L'observatoire et planétarium de Brno est remarquable,,.

## Personnalités

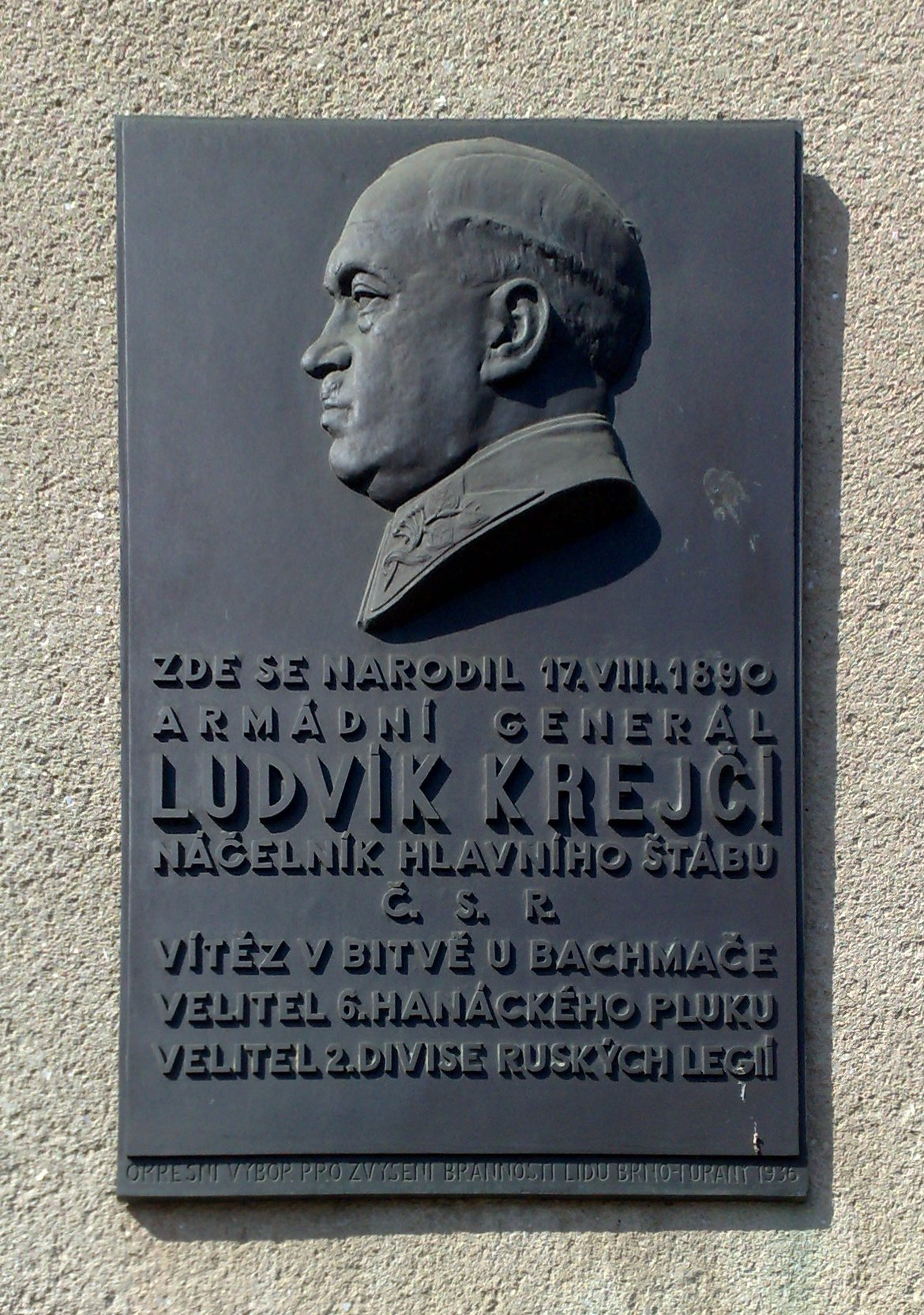
Plaque mémorielle à Ludvík Krejčí.

- Eugen von Böhm-Bawerk (1851-1914), économiste
- Karel Abraham (né en 1990), pilote de moto
- Igor Ardašev (né en 1967), pianiste
- Pavel Brázda (1926-2017), peintre
- Heinrich Wilhelm Ernst (1812-1865), violoniste et compositeur
- Kurt Gödel (1906-1978), mathématicien
- Helmut Habermann (1917-2009), ingénieur électricien
- Ferdinand von Hebra (1816-1880), médecin
- Bohumil Hrabal (1914-1997), écrivain
- Jiří Hudec (1923-1996), compositeur
- Leoš Janáček (1854-1928), compositeur
- Maria Jeritza (1887-1982), chanteuse
- Jan Kotěra (1871-1923), architecte
- Magdalena Kožená (née en 1973), chanteuse lyrique
- Milan Kundera (1929-2023), écrivain
- Jan Jelinek (1926-2004), muséologue
- Adolf Loos (1870-1933), architecte
- Ernst Mach (1838-1916), physicien
- Franz Joseph Mangoldt (1695-1761), sculpteur rococo
- Gregor Mendel (1822-1884), découvreur de la génétique
- Jana Novotná (1968-2017), joueuse de tennis
- Adam Ondra (né en 1993), grimpeur professionnel
- Georges Placzek (1905-1955), physicien
- Jiří Pospíšil (1950-2019), ancien joueur tchécoslovaque de basket-ball
- Lukáš Rosol (né en 1985), joueur de tennis
- Apolena Rychlíková (1989- ), réalisatrice de films documentaires, militante de gauche et journaliste
- Lucie Šafářová (née en 1987), joueuse de tennis
- Johann Franz von Schaffgotsch (1792-1866), général de cavalerie
- Peter Sís (né en 1949), illustrateur
- Ernst Tugendhat (1930-2023), philosophe
- Libuše Šafránková (1953-2021), actrice tchèque

## Culture

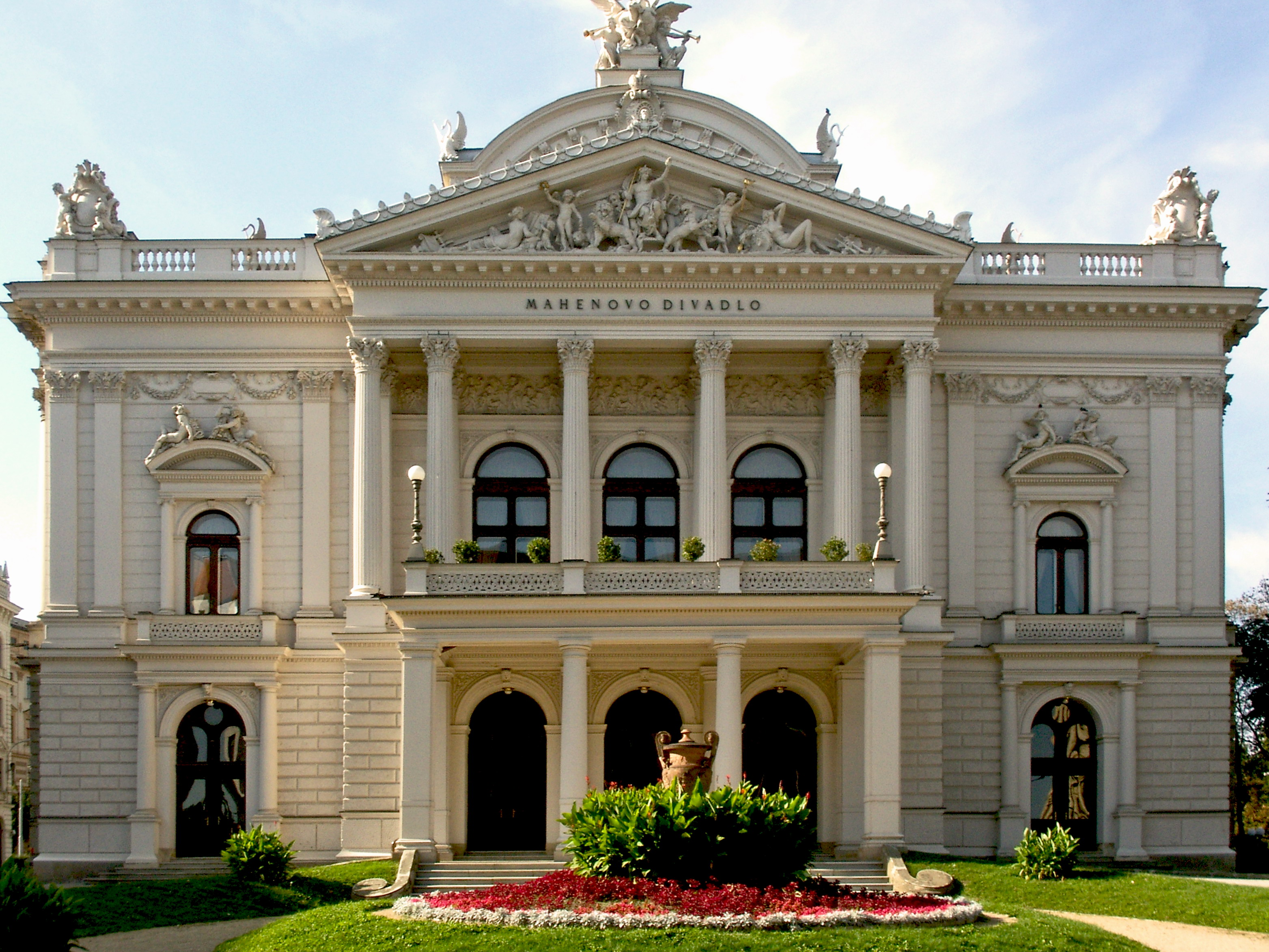
Le Théâtre Mahen (Théâtre national de Brno, un symbole de la renaissance tchèque).

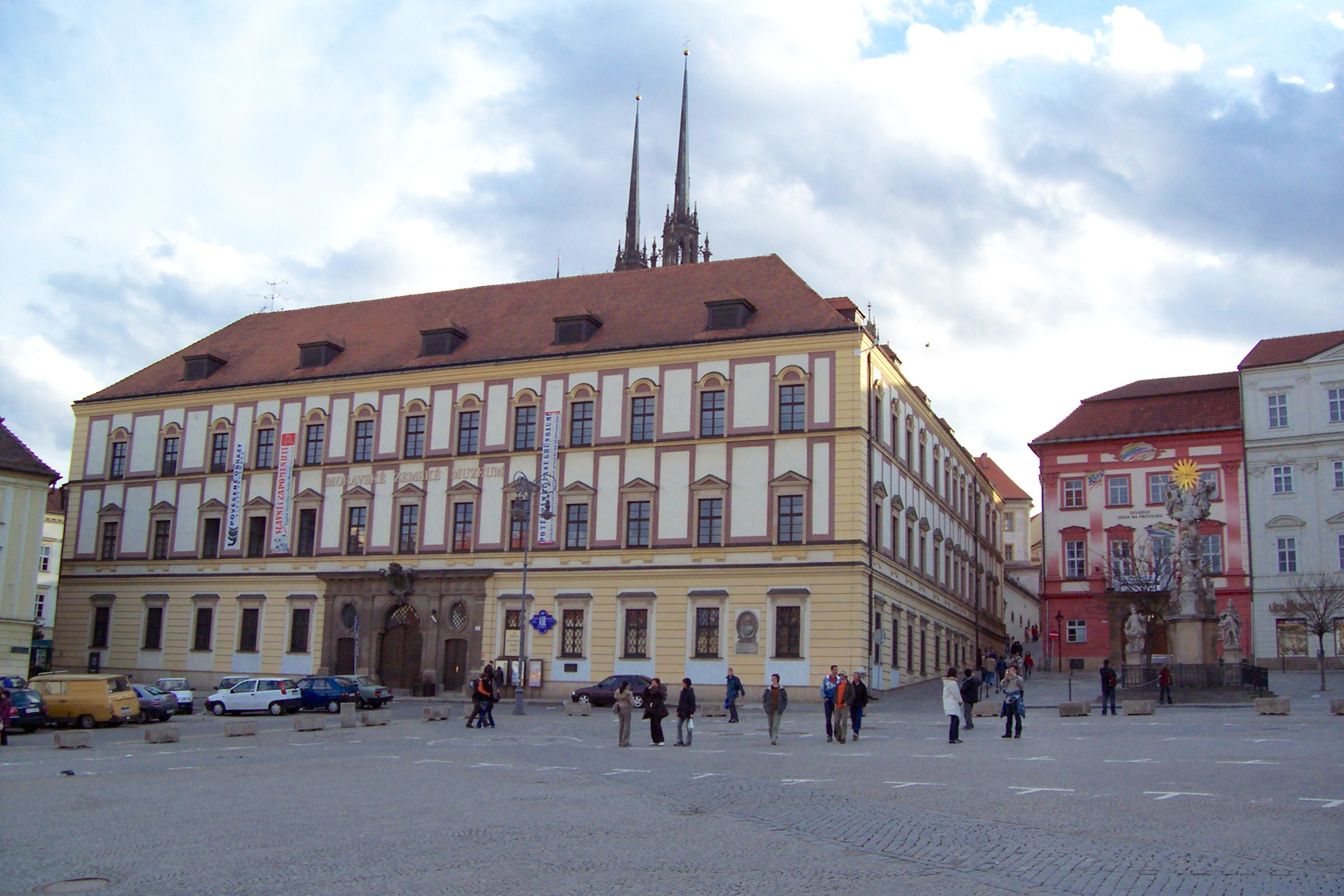
Le Musée de Moravie.

- Hantec (lire Hantets), patois ou dialecte morave.

### Musées
- Musée de la ville de Brno, au Spilberk
- Galerie Morave de Brno, second plus grand musée de Tchéquie,
- Musée de Moravie ou Musée morave, très riche en histoire naturelle (dont le Mendelanium consacré à l'hérédité, la biodiversité, la génétique) et histoire sociale,
- Musée Mendel[20]
- Musée de la culture romani[21],[22]
- Musée technique de Brno[23]
- Musée des marionnettes au théâtre Radost[24]
- Musée des jouets à la porte Menin[25]
- Maison des arts de la ville de Brno[26]
- Galerie Richard Adam[27]

### Théâtres

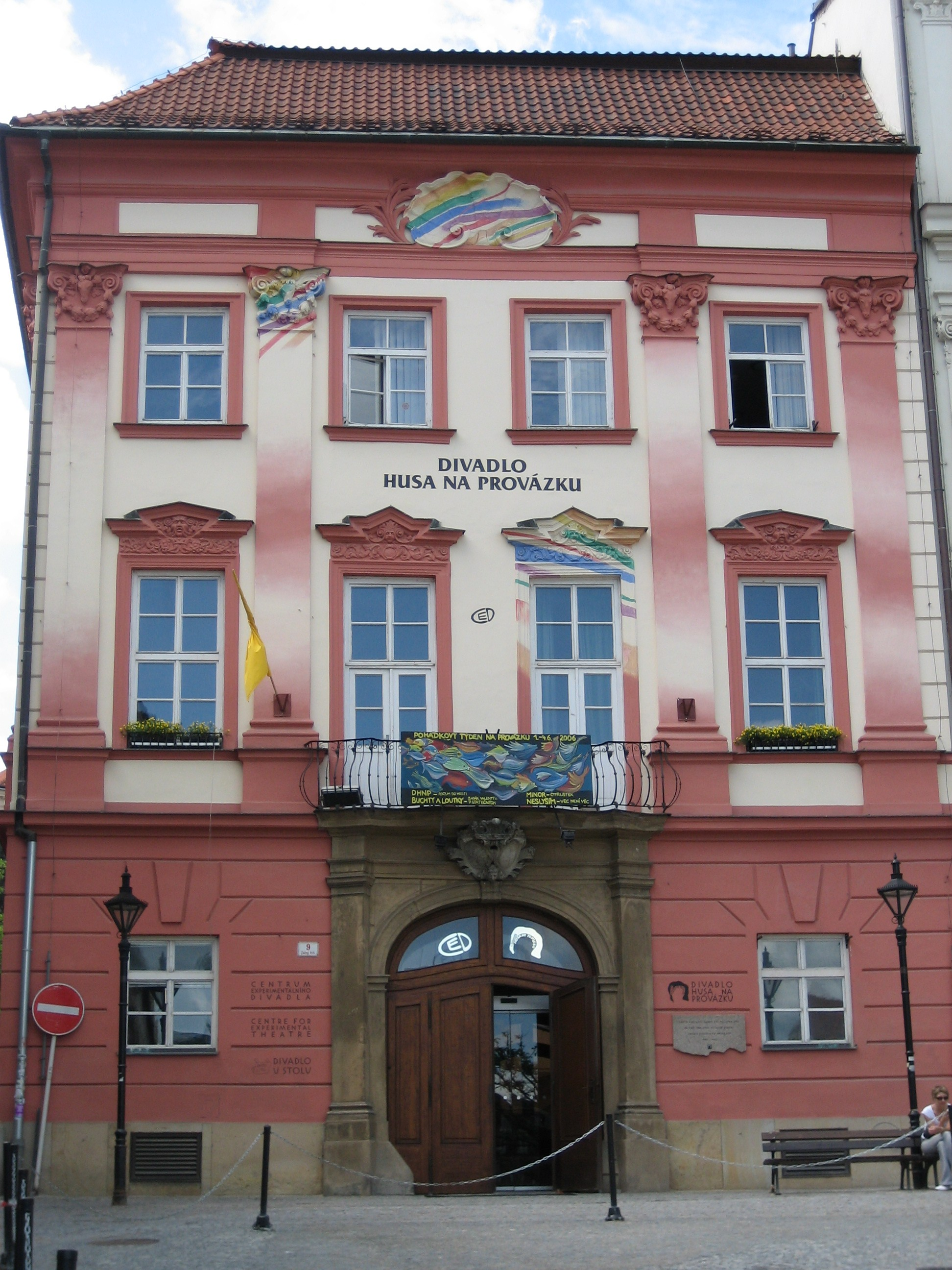
Le Théâtre Divadlo Husa na Provázku

- Le Théâtre Divadlo Husa na ProvázkuThéâtre municipal de Brno
- Théâtre Janáček
- Théâtre Mahen
- Théâtre Reduta

### Musique
- Académie Janáček de musique et des arts de la scène
- Orchestre philharmonique de Brno

### Autres
- Circuit de Brno

## Éducation
- Académie Janáček de musique et des arts de la scène
- Université Masaryk
- Université de technologie de Brno (Vysoké učení technické v Brně)
- Université Mendel (agriculture et sylviculture)
- Université vétérinaire
- Musée de Moravie (Moravské zemské muzeum)

## Sport
- Football : Zbrojovka Brno
- Hockey sur glace:  Kometa Brno
- Basket-ball : BK Brno (masculin), BK Brno, KP Brno (féminin)
- Volley-ball : Volejbal Brno

## Transports

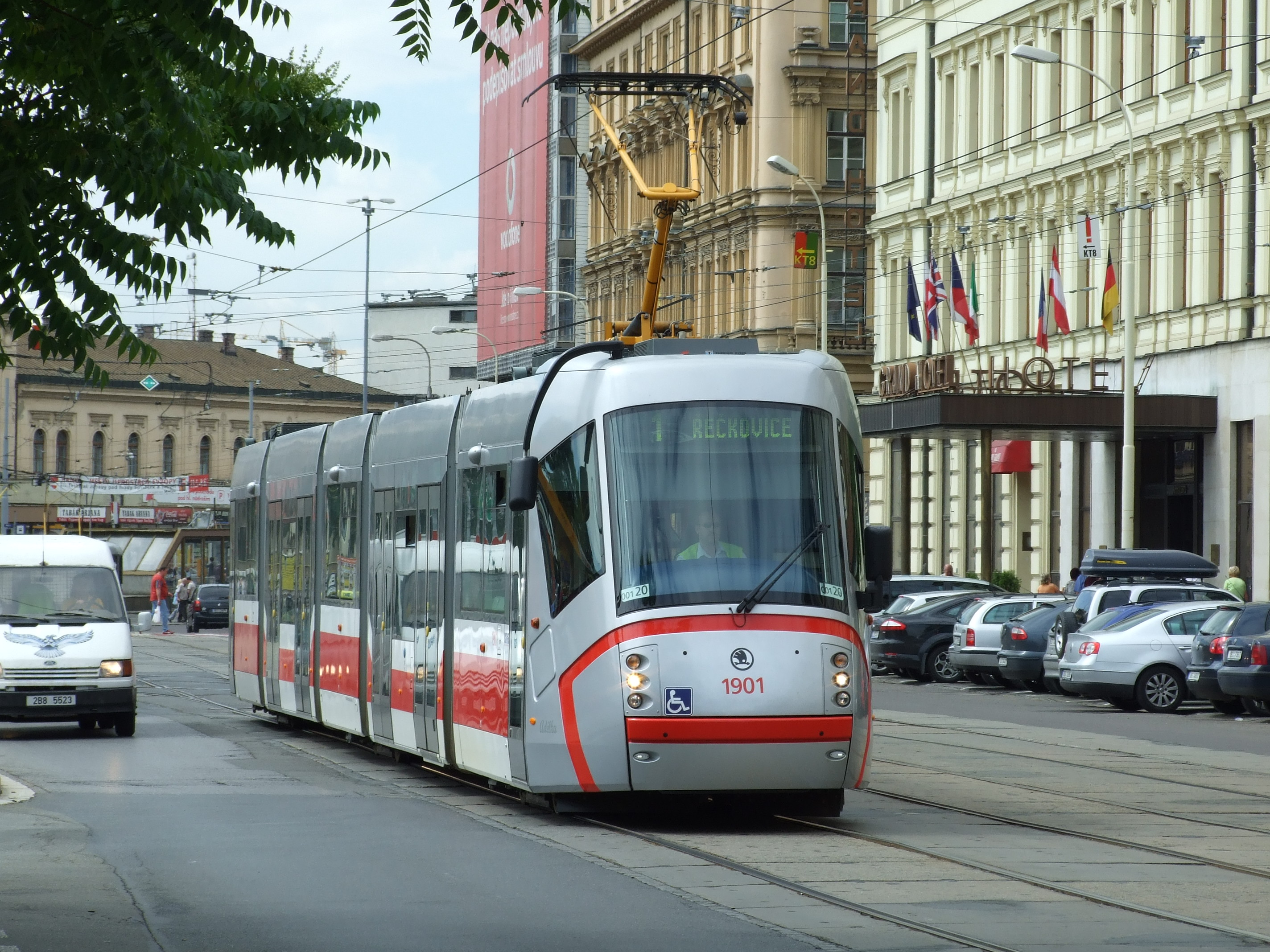
Tramway de Brno.

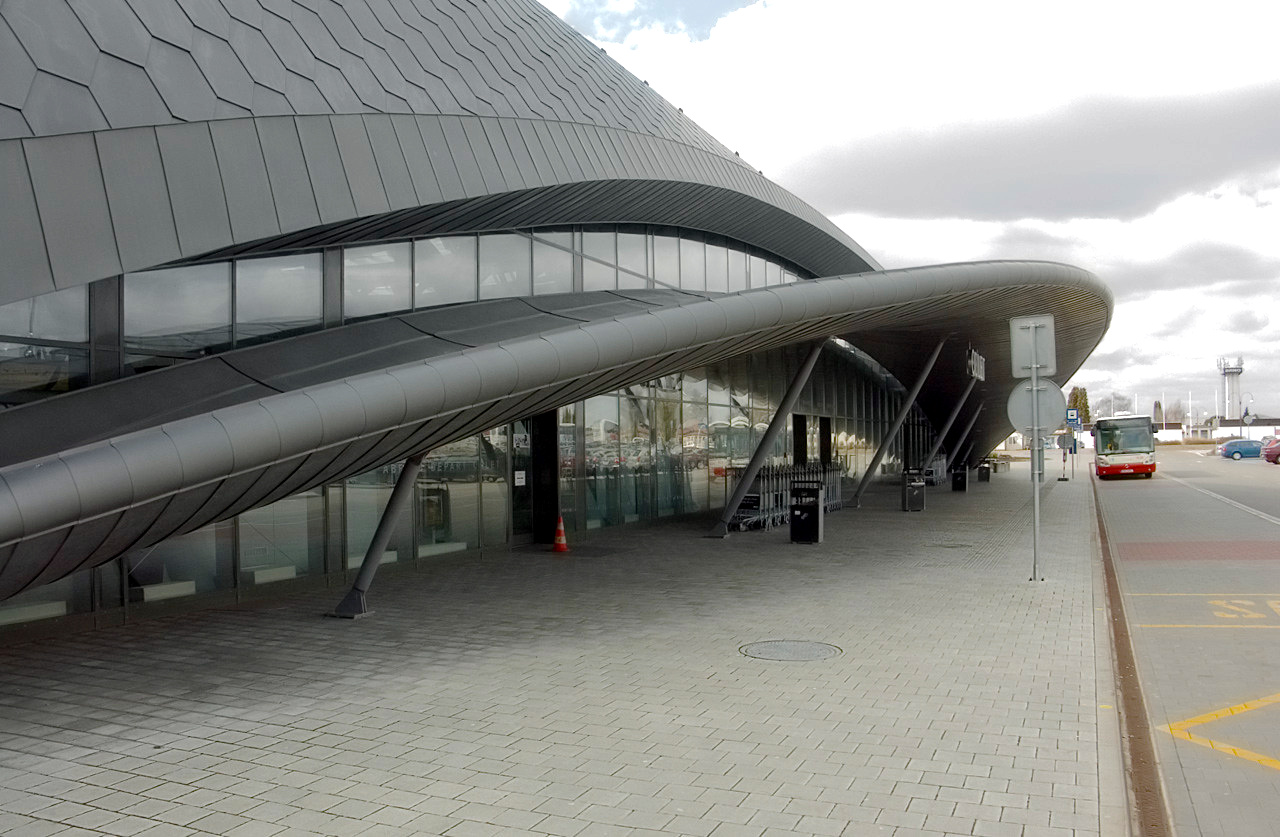
Aéroport de Brno.

La ville est desservie par un réseau d'autobus ainsi que 13 lignes de tramway de plus de 70 kilomètres de long et 13 lignes de trolleybus de 107 kilomètres. La ville est reliée par des trains directs vers l'Autriche, la Slovaquie, l'Hongrie, l'Allemagne et le reste de la Tchéquie. La plus importante gare ferroviaire est la gare centrale de Brno. La ville possède un aéroport international situé à Brno-Tuřany (code AITA : BRQ).

## Organisation administrative
La ville de Brno est divisée en 29 quartiers:

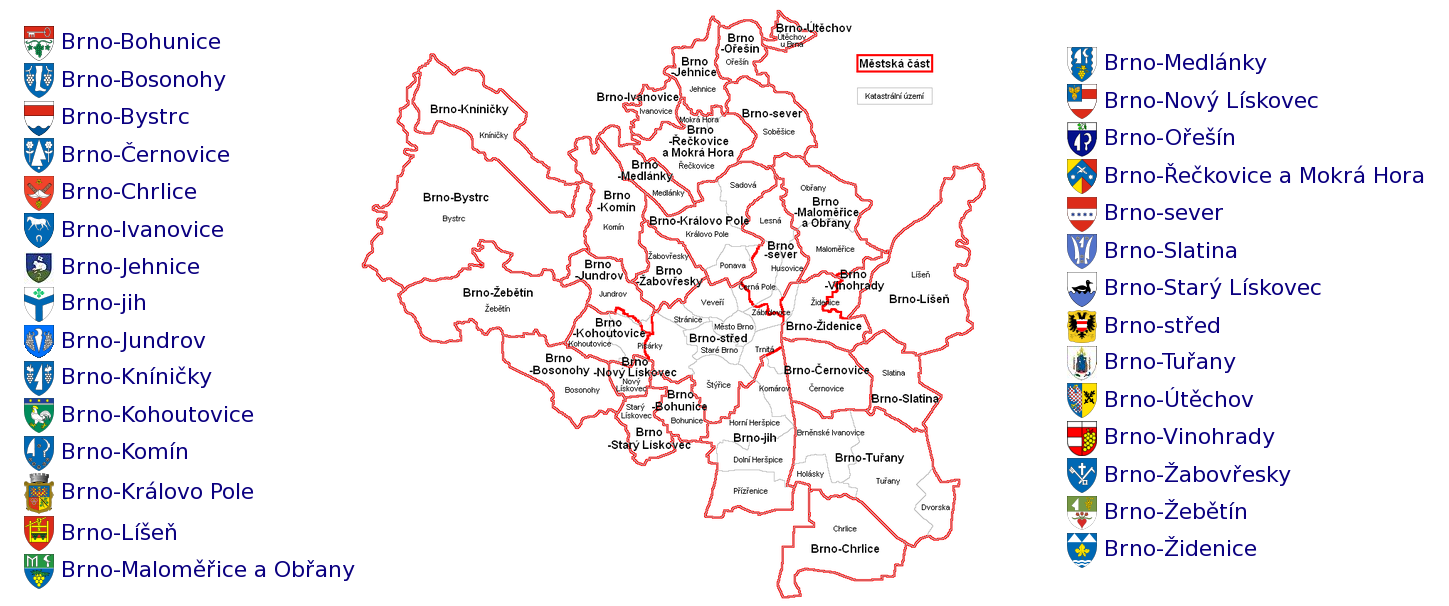
Organisation administrative de Brno

| Quartiers de Brno           | Quartiers de Brno |
| Quartiers                   | Zones cadastrales |
| --------------------------- | --- |
| Brno-Bohunice               | Bohunice |
| Brno-Bosonohy               | Bosonohy |
| Brno-Bystrc                 | Bystrc |
| Brno-Centre (Brno-střed)    | Brno Ville (Město Brno), Pisárky (partiellement), Vieux Brno (Staré Brno), Stránice, Štýřice, Veveří, Trnitá (partiellement), Zábrdovice (partiellement) |
| Brno-Černovice              | Černovice |
| Brno-Chrlice                | Chrlice |
| Brno-Ivanovice              | Ivanovice |
| Brno-Jehnice                | Jehnice |
| Brno-Jundrov                | Jundrov (partiellement), Pisárky (partiellement) |
| Brno-Kníničky               | Kníničky |
| Brno-Kohoutovice            | Kohoutovice, Jundrov (partiellement), Pisárky (partiellement)                                                                                            |
| Brno-Komín                  | Komín |
| Brno-Královo Pole           | Černá Pole (partiellement), Královo Pole, Ponava, Sadová                                                                                                 |
| Brno-Líšeň                  | Líšeň |
| Brno-Maloměřice a Obřany    | Maloměřice (partiellement), Obřany |
| Brno-Medlánky               | Medlánky |
| Brno-Nord (Brno-sever)      | (Černá Pole (partiellement), Husovice, Lesná, Soběšice, Zábrdovice (partly))                                                                             |
| Brno-Nový Lískovec          | Nový Lískovec |
| Brno-Ořešín                 | Ořešín |
| Brno-Řečkovice a Mokrá Hora | Mokrá Hora, Řečkovice |
| Brno-Slatina                | Slatina |
| Brno-Sud (Brno-jih)         | Komárov, Dolní Heršpice, Horní Heršpice, Přízřenice, Trnitá (partly)                                                                                     |
| Brno-Starý Lískovec         | Starý Lískovec |
| Brno-Tuřany                 | Brněnské Ivanovice, Dvorska, Holásky, Tuřany |
| Brno-Útěchov                | Útěchov |
| Brno-Vinohrady              | Maloměřice (partiellement), Židenice (partiellement) |
| Brno-Žabovřesky             | Žabovřesky |
| Brno-Žebětín                | Žebětín |
| Brno-Židenice               | Zábrdovice (partiellement), Židenice (partiellement) |

## Jumelages
La ville de Brno est jumelée avec :
- Rennes (France) depuis 1965 ;
- Poznań (Pologne) depuis le 16 octobre 1966 ;
- Dallas (États-Unis) depuis 1966 ;
- Voronej (Russie) depuis 1967 ;
- Leipzig (Allemagne) depuis 1973 ;
- Plovdiv (Bulgarie) depuis 1989 ;
- Stuttgart (Allemagne) depuis 1989 ;
- Sankt Pölten (Autriche) depuis 1991 ;
- Utrecht (Pays-Bas) depuis 1993 ;
- Kaunas (Lituanie) depuis 1994 ;
- Leeds (Royaume-Uni) depuis 2003 ;
- Odense (Danemark) ;
- Vienne (Autriche).